# مارشميلو (دي جي)
مارشميلو (marshmello)  ويعرف كذلك بكونه كريستوفر كومستوك (Christopher Comstock) منتج ودي جي مختص في موسيقى الرقص الإلكترونية أول صعود له على المستوى العالمي كان بعد مزجه لأغنية الدي جي زيد (بالإنجليزية: DJ zedd)‏. بعدها قام بإنشاء عدد من الأغاني رفقة فنانين معروفين أمثال «عمر لينكس» (بالإنجليزية: Omar linX)‏ و«أوكاي» (بالإنجليزية: Ookay)‏ و«جوز» (بالإنجليزية: jauz)‏. في يناير 2017 أغنيته «وحيد» (بالإنجليزية: alone)‏ استطاعت الدخول لترتيب الولايات المتحدة الأمريكية بيلبورد هوت 100 .
. إطلاقه الأغاني لم يتوقف عند هذا الحد ففي أواخر شهر أغسطس قام دي جي رفقة مغني البوب الأمريكي خاليد بإطلاق أغنية هدوء (بالإنجليزية: Silence)‏ ولقيت الأغنية نجاحا معتبرا باحتلالها للمركز 43 في قائمة أحسن مائة أغنية في الولايات المتحدة الأمريكية بيلبورد هوت 100 والمركز الأول المخصص الأغاني الإلكترونية في المملكة المتحدة. في شهر نوفمبر من نفس العام أطلق مارشميلو أغنية جديدة وهذه المرة مع المغنية الأمريكية سيلينا غوميز تحت اسم «الذئاب (wolves)» واستطاعت الأغنية فقط في الأسبوع الثاني من إطلاقها إحتلال المركز 35 ضمن ترتيب البيلبورد هوت 100 .

## خلفيته
تبدو شخصية مارشميلو الحقيقية مجهولة لدي العامة باعتباره يرتدي خوذة تمنع من كشف النقاب حول حقيقته، من الفرضيات التي شاعت عنه أنه هو نفسه «كريستوفر كومستوك». بالنسبة للمظهر الخارجي لمارشميلو فهو يبدو دائما معتمراً لخوذة فوق رأسه على شكل حلوى خطمي أو المارشميلو حيث جاءت تسميته. وإلى حد اليوم شخصيته غير معروفة للعامة. ومن الفرضيات التي شاعت عن حقيقة شخصيته فقد قيل أنه الدي جي الأمريكي «كريس كومستوك» (بالإنجليزية: cris Comstock)‏ والمعروف باسم «دوتكوم» كذالك الأمر بالنسبة للدي جي سكريليكس (بالإنجليزية: skrilleks)‏ فقد شاع عنه أنه هو نفسه مارشميلو.

## الجوائز والترشيحات
| السنة | الجائزة                   | الصنف                              | المتلقي                    | النتيجة  | Ref.          |
| ----- | ------------------------- | ---------------------------------- | -------------------------- | -------- | ------------- |
| 2016  | مؤتمر الموسيقى الشتوي     | Best Break – Through Artist (solo) | مارشميلو                   | رُشِّح      | [ 9 ]         |
| 2016  | DJ Mag's Top 100 DJs      | Highest new entry                  | مارشميلو                   | فوز (28) | [ 10 ]        |
| 2017  | WDM Radio Awards          | أفضل موهبة جديدة                   | مارشميلو                   | رُشِّح      | [ 11 ]        |
| 2017  | WDM Radio Awards          | Best Trending Track                | "Alone"                    | رُشِّح      | [ 11 ]        |
| 2017  | Radio Disney Music Awards | Best Dance Track                   | "Alone"                    | رُشِّح      | [ 12 ]        |
| 2017  | Remix Awards              | أفضل تراب ريمكس                    | "Alarm" (Marshmello remix) | رُشِّح      | [ 13 ]        |
| 2017  | Remix Awards              | Best Use of Vocal                  | "Alarm" (Marshmello remix) | فوز      | [ 13 ]        |
| 2017  | mtvU Woodie Awards        | Woodie to Watch                    | مارشميلو                   | رُشِّح      | [ 14 ]        |
| 2017  | Electronic Music Awards   | أفضل فنان جديد للعام               | مارشميلو                   | رُشِّح      | [ 15 ] [ 16 ] |

## روابط خارجية
- مارشميلو على موقع IMDb (الإنجليزية)
- مارشميلو على موقع ميوزك برينز (الإنجليزية)
- مارشميلو على موقع أول ميوزيك (الإنجليزية)
- مارشميلو على موقع ديسكوغز (الإنجليزية)
- مارشميلو على موقع قاعدة بيانات الفيلم (الإنجليزية)
- مارشميلو على موقع كينوبويسك (الروسية)